# Michelsen
Michelsen ist ein patronymisch gebildeter Familienname, der vom Namen Michael hergeleitet wird (Sohn des Michael).

## Namensträger
- Albert Michelsen (1893–1964), US-amerikanischer Marathonläufer
- Alex Michelsen (* 2004), US-amerikanischer Tennisspieler
- Alexander Michelsen (1805–1885), deutscher Geistlicher und Übersetzer
- Alexander Schmidt-Michelsen (1859–1908), deutscher Maler
- Alfonso López Michelsen (1913–2007), kolumbianischer Jurist und Politiker
- Andreas Michelsen (1869–1932), deutscher Vizeadmiral
- Andreas Ludwig Jacob Michelsen (1801–1881), deutscher Rechtswissenschaftler
- Axel Michelsen (* 1940), dänischer Biologe
- Christian Michelsen (1857–1925), norwegischer Politiker
- Christian Michelsen (Fußballspieler) (* 1976), norwegischer Fußballtrainer und -funktionär
- Claudia Michelsen (* 1969), deutsche Schauspielerin
- Claus Michelsen (* 1980), deutscher Ökonom
- Eduard Michelsen (1838–1894), deutscher Pädagoge
- Erich Michelsen (1879–1948), deutscher Diplomat
- Ernesto Baeza Michelsen (1916–??), chilenischer Generalmajor
- Friederike Michelsen (1923–2016), deutsche Malerin, Grafikerin und Schriftstellerin
- Friedrich W. Michelsen (1926–2010), deutscher Sprach- und Literaturwissenschaftler
- Gerd Michelsen (* 1948), deutscher Volkswirt und Hochschullehrer
- Gustav Konrad Michelsen (* 1969), deutsche Schauspielerin
- Hans Günter Michelsen (1920–1994), deutscher Dramatiker
- Jakob Michelsen, Pseudonym von Jakob Arjouni (1964–2013), deutscher Schriftsteller
- Jakob Michelsen (Fußballtrainer) (* 1980), dänischer Fußballtrainer
- Jens Michelsen (1952–2007), deutscher Pädagoge und Journalist
- Johann Andreas Christian Michelsen (1749–1797), deutscher Mathematiker und Pädagoge
- Konrad Michelsen (auch Conrad Michelsen; 1804–1862), deutscher Pädagoge -
- Kristin Michelsen (* 1956), färöischer Politiker
- Morten Michelsen (* 1991), deutscher Handballspieler
- Ove Wilhelm Michelsen (1800–1880), dänischer Marineoffizier und Politiker
- Peter Michelsen (Politiker) (1866–1936), deutscher Politiker (SPD)
- Peter Michelsen (Germanist) (1923–2008), deutscher Germanist
- Peter Michelsen (Musiker) (* 1981), norwegischer Musiker, Mitglied von Donkeyboy
- Poul Michelsen (* 1944), färöischer Geschäftsmann und Politiker
- Rafael Puyana Michelsen (1931–2013), kolumbianischer Cembalist
- Sólrún Michelsen (* 1948), färöische Schriftstellerin und Unternehmerin
- Thore Michelsen (1888–1980), norwegischer Ruderer
- Trine Michelsen (1966–2009), dänische Schauspielerin